# .ss
.ss är toppdomänen (ccTLD) för Sydsudan i det internationella systemet för domännamn (DNS) på Internet. .ss kommer av ISO 3166-1 alpha-2-koden för Sydsudan, vilken är SS. Efter landets självständighet från Sudan tilldelades toppdomänen 10 augusti 2011, och blev TLD-registrerad 31 augusti samma år. Den är dock ännu inte i bruk.